# Kia Concord
Kia Concord — среднеразмерный пятиместный седан, выпускаемый с 1987 по 1995 год южнокорейской корпорацией Kia Motors. Вытеснен с конвейера моделью Kia Clarus.  

## История
Впервые автомобиль Kia Concord был представлен в апреле 1987 года. Автомобиль базирован на платформе Mazda Capella образца 1982 года.
Автомобиль оснащался бензиновым двигателем внутреннего сгорания Mazda FE. С 1988 года автомобиль оснащался дизельным двигателем внутреннего сгорания RF.
В феврале 1989 года автомобиль был модернизирован и получил название Kia Capital. В 1991 году модель прошла рестайлинг.
В 1994 году модель Kia Capital прошла фейслифтинг путём замены фар и радиаторной решётки.
Производство завершилось в 1995 году.

## Галерея

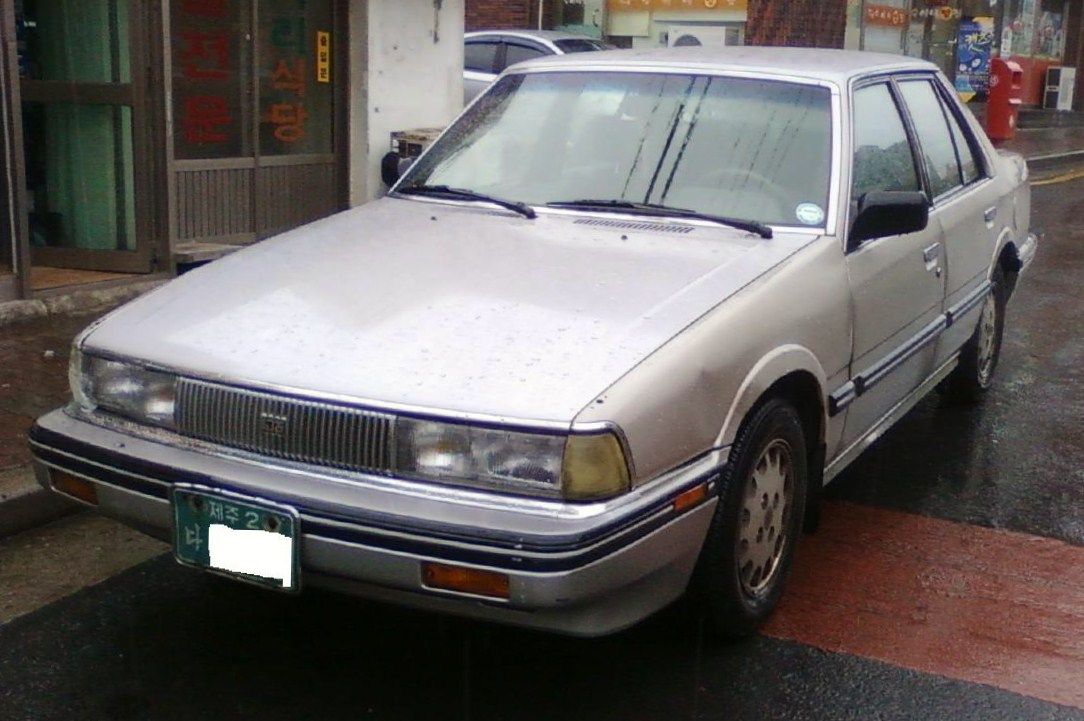
Kia Concord
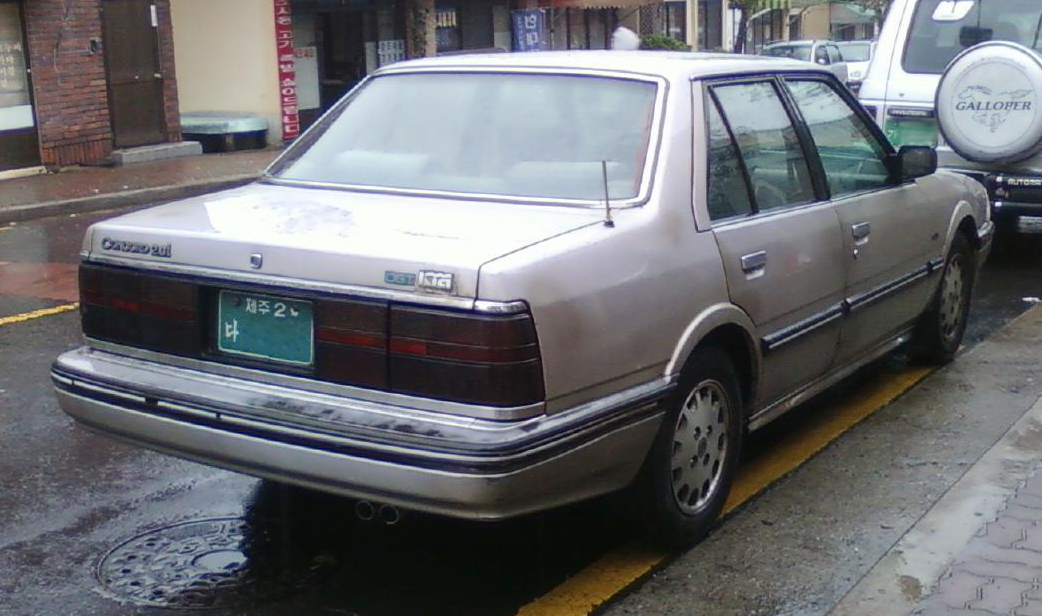
Kia Concord 2.0i DGT
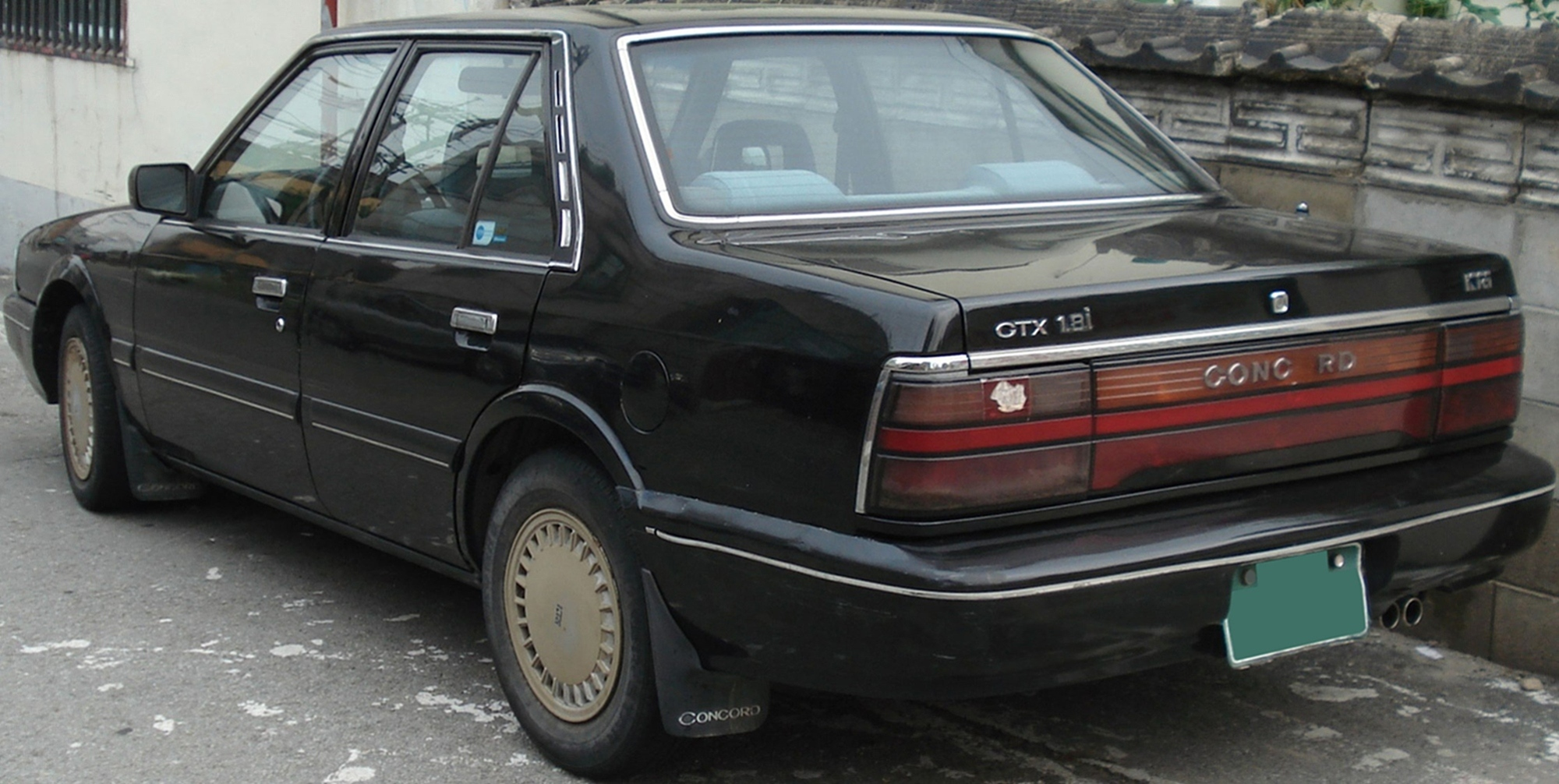
Kia Concord 1.8i GTX
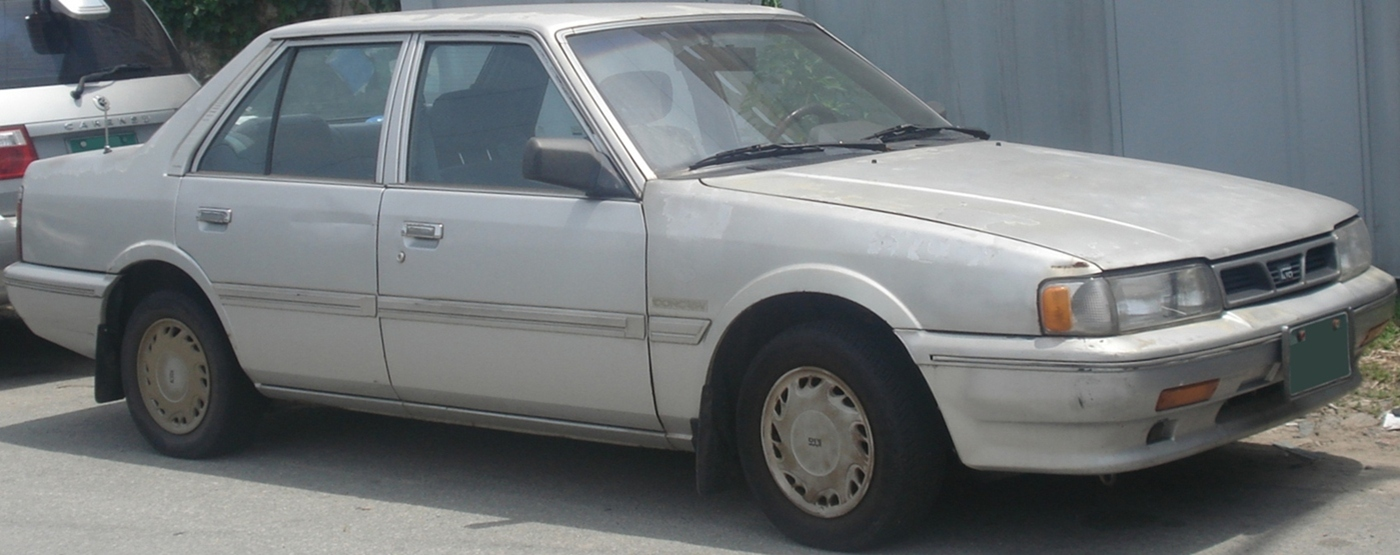
Kia Capital
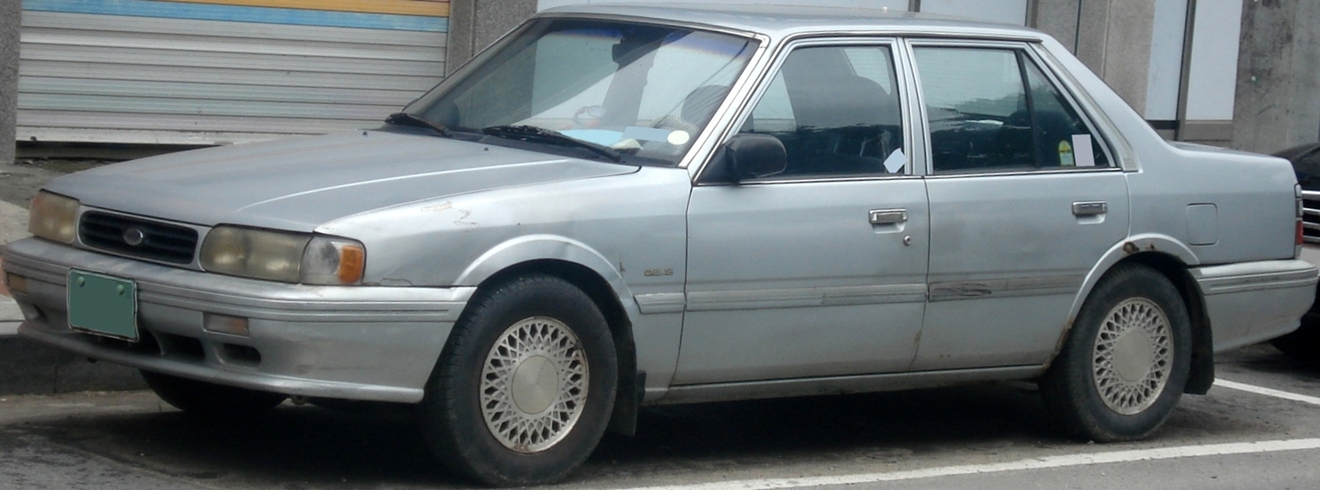
Kia Capital LS Di
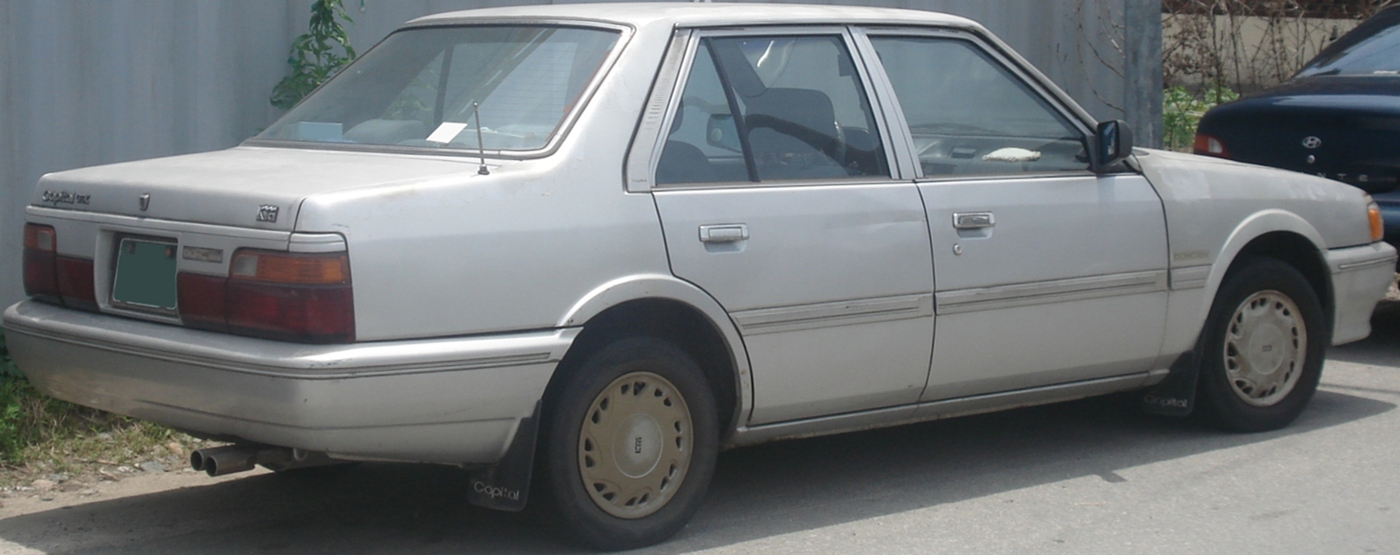
Kia Capital
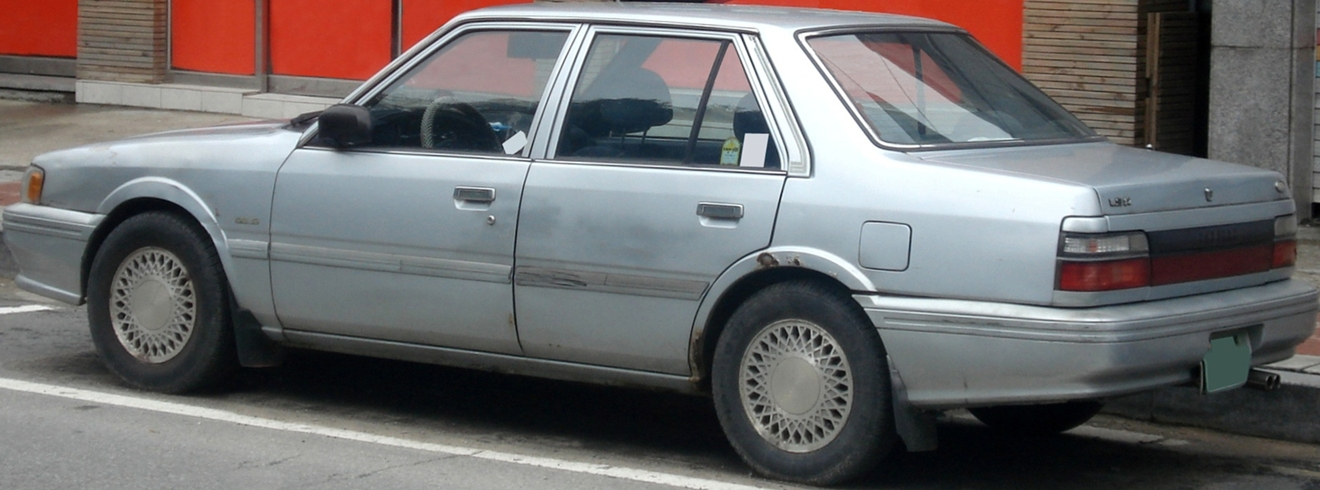
Kia Capital LS Di